# یواس‌اس کانن (دی‌ئی-۹۹)
یواس‌اس کانن (دی‌ئی-۹۹) (به انگلیسی: USS Cannon (DE-99)) یک کشتی بود که طول آن ۳۰۶ فوت (۹۳ متر) بود. این کشتی در سال ۱۹۴۳ ساخته شد.